# كرة ألكسندر القرنية

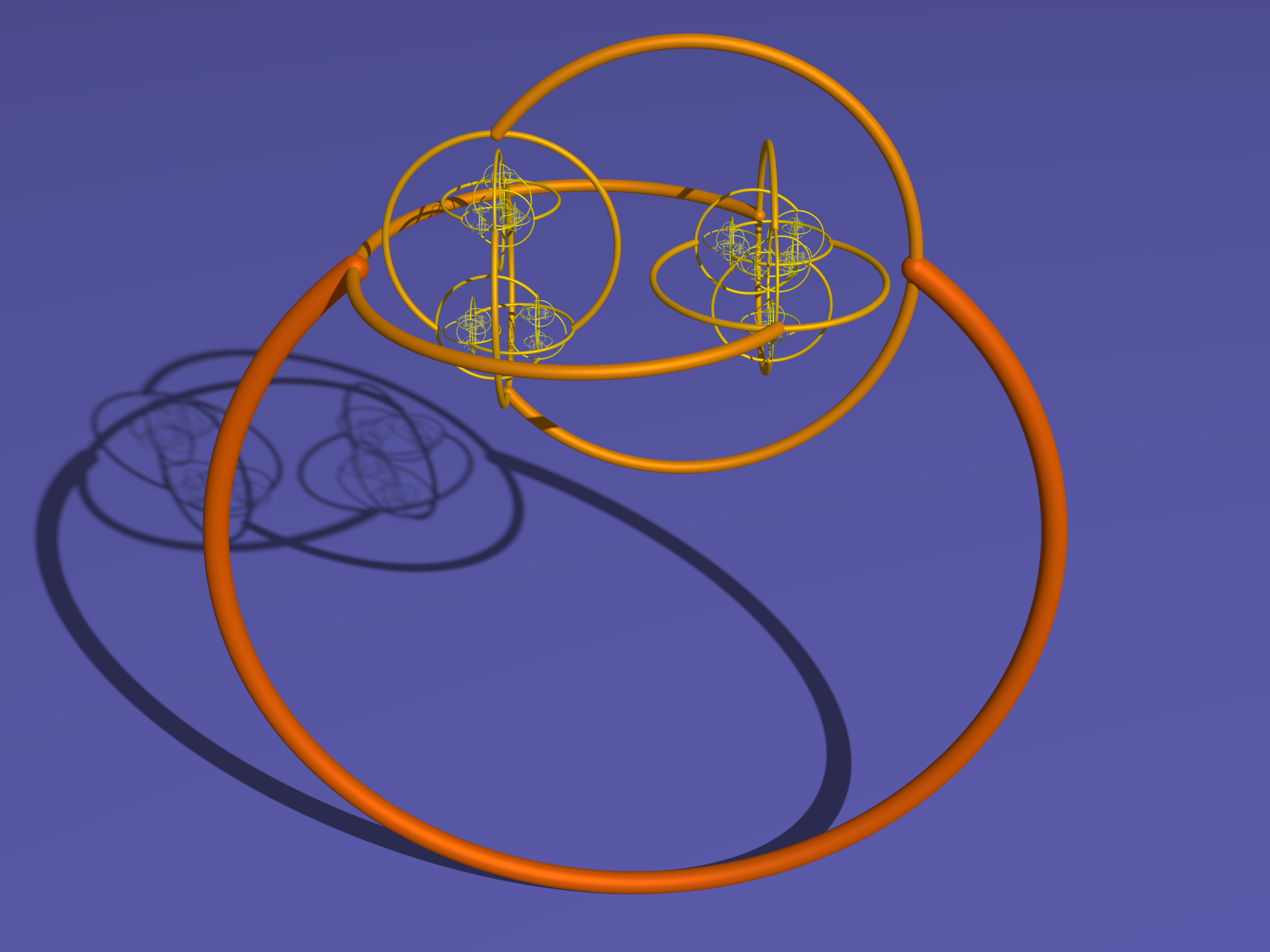
كرة ألكسندر القرنية

إن كرة ألكسندر القرنية هي احتواء جامح لكرة في الفضاء، اكتشفها العالم J. W. Alexander 1924. فهي عبارة عن احتواء خاص لأي كرة في فضاء إقليدي ثلاثي الأبعاد يتم تحقيقه من خلال التركيب التالي، على أن يتم البدء بطارة قياسية:
1. إزالة شريحة شعاعية من الطارة.
2. توصيل الطارة القياسية ذات الثقوب بكل جانب من جوانب القطع، بحيث تكون متشابكة مع الطارة الموجودة على الجانب الآخر.
3. تكرار الخطوة الأولى والثانية على الطارتين اللتين تمت إضافتهما للتو إلى ما لا نهاية.

ومن خلال حساب نقاط الطارات التي تمت إزالتها في نفس المرحلة فقط، فستتم إزالة نتائج الاحتواء الخاصة بالكرة إلى جانب مجموعة كانتور. ويمتد هذا الاحتواء إلى الكرة بأكملها، حيث إن النقاط القريبة من النقطتين المختلفتين لمجموعة كاونتر ستكون على الأقل على مسافة ثابتة بعيدًا عن الهيكل.
يُطلق على الكرة القرنية، مع الكرة نفسها وما بداخلها، الكرة-3 وكرة ألكسندر القرنية, وبالتالي فإنها تكون متصلة فقط; أي أنه يمكن تقليص كل حلقة إلى نقطة أثناء بقائها داخل الكرة. أما الإطار الخارجي فلا يكون متصلًا على عكس الإطار الخارجي للكرة المستديرة العادية؛ حيث لا يمكن تقليص الحلقة التي تربط الطارة إلى نقطة دون لمس الكرة القرنية. وهذا يوضح أن مبرهنة جوردان وشونفلايس لا يمكن تطبيقها في الأبعاد الثلاثية، كما كان يعتقد ألكسندر في بادئ الأمر. كذلك، أثبت ألكسندر أن المبرهنة تقوم على أبعاد ثلاثية للاحتواءات الخطية متعددة القواعد/السلسة. وكان ذلك من أوائل الأمثلة التي تم عن طريقها ملاحظة الحاجة إلى التفرقة بين الفئة الطوبولوجية الخاصة بالوحدات متعددة الشعب، وبين الفئات الخاصة بالوحدات التفاضلية متعددة التشعب والوحدات الخطية متعددة القواعد.
والآن لنفترض أن كرة ألكسندر القرنية عبارة عن احتواء داخل كرة-3, الذي يتم اعتباره توسيعًا أحادي النقطة لـ الفضاء الإقليدي ثلاثي الأبعاد R3. ويطلق على الغالق الخاص بالمجال غير المتصل اسم كرة ألكسندر القرنية الصلبة. على الرغم من أن الكرة القرنية الصلبة لا تعتبر متعددة التشعب، إلا أن عالِم الرياضيات أر إتش بينج أوضح أنها مزدوجة التشعب (يحدث التشعب الثلاثي من خلال لصق نسختين من الكرة القرنية معًا بمحاذاة النقاط المتطابقة مع حدودها) وبالتالي فهي في حقيقة الأمر كرة-3. وقد يعتقد المرء أن الالتصاقات الأخرى للكرة القرنية الصلبة هي نسخة للكرة نفسها، ناشئة من التشابهات المختلفة لحدود الكرة نفسها. وقد دلّل ذلك أيضًا على أنها كرة-3. وتعتبر كرة ألكسندر القرنية الصلبة مثالًا على مكعب مجعد; وهو مجال تكاملي مغلق يتشكل من احتواء الكرة- 2 في الكرة-3.
يستطيع الإنسان تعميم بنية ألكسندر لإنتاج كرات قرنية أخرى من خلال زيادة عدد الإسقاطات في كل مرحلة من مراحل بنية ألكسندر أو اعتبار بناء مماثل ولكن بأبعاد أعلى.
ويوجد تأويلات مختلفة جوهريًا لبناء مثل هذه الكرات «الجامحة». علاوةً على ذلك، يوجد مثال آخر لألكسندر، يُطلق عليه كرة أنطوني القرنية، التي ترتكز على عقد أنتوني، وهو عبارة عن احتواء باثولوجي لـ مجموعة كانتور في الكرة-3.

## وصلات خارجية
- Weisstein, Eric W. "Alexander's Horned Sphere". MathWorld (بالإنجليزية).
- Zbigniew Fiedorowicz. Math 655 – Introduction to Topology.  نسخة محفوظة 25 أغسطس 2005 على موقع واي باك مشين. – Lecture notes
- Construction of the Alexander sphere
- rotating animation
- PC OpenGL demo rendering and expanding the cusp